# Chimarra actinifera
Chimarra actinifera är en nattsländeart som beskrevs av Schmid 1958. Chimarra actinifera ingår i släktet Chimarra och familjen stengömmenattsländor. Inga underarter finns listade i Catalogue of Life.